# Claire Fox
Claire Regina Fox, baronessa Fox di Buckley (Barton-upon-Irwell, 5 giugno 1960), è una scrittrice e politica britannica.

## Biografia
È cresciuta in Galles e ha frequentato la scuola superiore cattolica St Richard Gwyn a Flint. Ha poi studiato letteratura inglese e americana all'Università di Warwick. Nel 1992 ha conseguito il diploma di insegnante presso il Thames Polytechnic. Negli anni 1981-1987 è stata assistente sociale, poi fino al 1999 ha lavorato come insegnante al Thurrock and Basildon College e al West Herts College.
Negli anni '80, è entrata a far parte del Partito Comunista Rivoluzionario, diventando uno dei principali attivisti del partito. È stata redattrice della rivista associata "Living Marxism" (poi "LM"), chiusa per bancarotta nel 2000. Nel 1993, la rivista che ha co-creato ha pubblicato un testo che giustificava gli aggressori irlandesi di Warrington, dove due persone sono state uccise a seguito dell'attacco. La questione è stata richiamata dai media durante la campagna elettorale del 2019.
Nel 2000, Claire Fox ha fondato ed è diventata la direttrice del think tank Institute of Ideas, occupandosi di promuovere dibattiti. È diventata anche commentatrice, inclusa come ospite regolare di The Moral Maze su BBC Radio 4. Pubblicista di Times Educational Supplement e Municipal Journal, ha anche ospitato Fox News Friday su Love Sport Radio. È autore del libro I Find That Offensive! (2016).
Nota per la predicazione di opinioni libertarie, inclusa la promozione della libertà di parola illimitata. Di conseguenza, ha causato polemiche con dichiarazioni pubbliche, ad esempio minando la legittimità della punizione sul possesso di pornografia infantile (nel caso di Gary Glitter).
Nel 2019 si è unita al Partito della Brexit, il nuovo partito di Nigel Farage. Nello stesso anno, con esso, ha ottenuto il mandato di membro del Parlamento europeo nella IX legislatura. È stata membro del Parlamento europeo fino al 2020, quando i mandati dei deputati britannici sono scaduti a causa della Brexit. Nello stesso anno, è stata insignita del titolo di Baronessa Fox di Buckley e, come pari a vita, è entrata a far parte della Camera dei lord.
Il 14 settembre 2020 è stato creato pari a vita con il titolo baronessa Fox di Buckley, di Buckley nella contea di Flintshire.